# Lista postaci cyklu Honorverse
Honorverse – cykl powieści science-fiction autorstwa amerykańskiego pisarza Davida Webera. Charakteryzuje się on dużą liczbą nazwanych i rozwiniętych postaci. Niniejszy artykuł ma na celu przedstawienie możliwie największej liczby z nich.

## Gwiezdne Królestwo Manticore
Manticore uchodzi za najbogatsze państwo galaktyki w czasie trwania powieści. W pierwszym tomie cyklu obejmuje trzy planety w systemie Manticore: Manticore, Gryphona i Sphinx. W późniejszych tomach przejmuje ono system Basilisk oraz na prośbę mieszkańców przyjmuje system Trevor Star i część światów w Gromadzie Talbott.

### Honor Harrington
Główna bohaterka cyklu. Pochodzi z planety Sphinx. Podczas trwania powieści przechodzi od niedoświadczonej komandor marynarki wojennej do admirał, dowódczyni Home Fleet, księżnej Harrington i Patronki Harrington na Graysonie.

### Alistair McKeon
Oficer królewskiej marynarki, poznał Honor w czasie trwania Placówki Basilisk. Pomimo początkowej niechęci, stał się jej najlepszym przyjacielem. Ginie w Za wszelką cenę podczas Bitwy o Manticore, w stopniu admirała.

### James McGuiness
James jest stewardem Honor, przydzielonym jej, gdy objęła dowództwo HMS Fearless w Placówce Basilisk. Ma zdecydowanie spokojniejszy charakter od swojej przełożonej, jednak zależy mu na niej i lubi ją rozpieszczać. Przez lata współpracy wykształciła się między nimi silna więź; gdy Honor została uznana za zmarłą w Honor ponad wszystko, przeżył załamanie nerwowe.

### Prescott „Scotty” Tremaine
Długoletni znajomy Honor, oficer w Królewskiej Marynarce. Po raz pierwszy pojawił się w Placówce Basilisk jako chorąży, gdzie wyróżnił się wykrywaniem przemytu. W kolejnych latach okazał się też uzdolnionym pilotem małych jednostek, dzięki czemu trafił na pierwsze lotniskowce Królewskiej Marynarki. W późniejszych czasach doszedł do stopnia kontradmirała i dowodzi szwadronem krążowników. Ma optymistyczną, radosną naturę i silne poczucie obowiązku.

### Horace Harkness
Bosman-czasem-bosmanmat owiany legendą w Królewskiej Marynarce. Specjalista od uzbrojenia, wielokrotnie degradowany za bijatyki z Marines i prowadzenie przemytu na pokładzie. Po raz pierwszy pojawił się w Placówce Basilisk, gdzie Honor wykorzystała jego umiejętności do zwalczania przemytu nad planetą Basilisk. Poznał tam Scotty’ego Tremaine’a, którego objął swoją opieką i z którym zostali przyjaciółmi. Po wydarzeniach Kwestii honoru ożenił się z Marine, zmieniając się na lepsze. W czasie W rękach wroga udawał, że przeszedł na stronę Haven, by zyskać swobodę, którą później wykorzystał, by pomóc reszcie w ucieczce.

### Andreas Venizelos
Podwładny Honor na placówce Basilisk, gdzie pełnił funkcję oficera taktycznego na HMS Fearless, choć przez większość czasu powieści pracował jako łącznik między Marynarką a policją planetarną. Po awansie McKeona został pierwszym oficerem pod Honor, a następnie dostał samodzielne dowództwo. Zginął podczas ucieczki z Tepesa we W rękach wroga. Opisywany jako przystojny mężczyzna, za którym oglądały się kobiety.

### Rafael „Rafe” Cardones
Zastępca Venizelosa na placówce Basilisk, po oddelegowaniu tamtego przejął jego funkcję. Potrzebował intensywnego szkolenia, by dojść do poziomu Venizelosa, za co był wdzięczny zarówno McKeonowi, jak i Honor. Był pierwszym oficerem Harrington na HMAMS Wayfarer, pracował też pod nią we W rękach wroga. Po powrocie do Manticore awansował szybko. Miał dość nieśmiały, cichy charakter, jednak w służbie Honor zaczął nabierać pewności siebie.

### Aubrey Wanderman
Członek załogi Wayfarera, technik uzbrojenia 3. klasy. Marzyciel, który zrezygnował ze studiów, by dołączyć do marynarki, i którego kariera we flocie pozbawiła złudzeń. Podczas wydarzeń Honor wśród wrogów był zastraszany przez innych członków załogi, co skłoniło go do nauki sztuk walki i wreszcie pokonania swoich prześladowców. Pojawia się przelotnie w Misji Honor jako bosman pracujący na manticore’ańskiej stacji rozwoju uzbrojenia.

### Paul Tankersley
Oficer Królewskiej Marynarki, po raz pierwszy widziany w jednej scenie w Placówce Basilisk, gdzie był pierwszym oficerem Pavela Younga. Ponownie pojawił się w Krótkiej, zwycięskiej wojence jako dowódca stoczni naprawczej w systemie Hancock, gdzie został kochankiem Honor. Miał na nią dobry wpływ, pomagając jej pozbyć się wielu jej kompleksów, częściowo dzięki swojemu pozytywnemu nastawieniu. Zginął w Kwestii honoru, zastrzelony przez Denvera Summervale’a na rozkaz Younga. Był niskiego wzrostu.

### Gloria Michelle „Mike” Henke
Oficer Królewskiej Marynarki, kuzynka królowej Manticore, przyjaciółka Honor z czasów akademii. Po raz pierwszy pojawiła się w Krótkiej, zwycięskiej wojence jako pierwszy oficer pod Harrington. W przeciwieństwie do Honor, dbała o swój wygląd zewnętrzny. Z powodu swojego pochodzenia zawsze wzbraniała się przed awansami, obawiając się, że są one wyłącznie wynikiem jej pokrewieństwa z królową. Mimo to doszła do stopnia admirała i objęła funkcję dowódcy w sektorze Talbott. Ma ciemną skórę i kręcone włosy.

### Pavel Young
Oficer Królewskiej Marynarki, pochodzący z wpływowej rodziny szlacheckiej Manticore. W czasach akademii próbował zgwałcić Honor, która nie zameldowała tego, przekonana, że nikt jej nie uwierzy. W czasie swojej służby został wysłany na placówkę Basilisk, z której wyleciał, gdy tylko pojawiła się tam Harrington, pod pozorem potrzeby przeprowadzenia napraw, za co później został ukarany. Następnie pojawił się w Krótkiej, zwycięskiej wojence jako jeden z dowódców. Jego tchórzostwo podczas bitwy zakończyło się sądem wojskowym, który zdecydował o zwolnieniu go ze służby. Planując zemstę na Honor, wynajął Denvera Summervale’a, który miał zastrzelić Paula Tankersleya i ją. Po śmierci Summervale’a Young został zastrzelony przez Honor w pojedynku. Lubił wykorzystywać swoją pozycję. W Krótkiej, zwycięskiej wojence i Kwestii honoru silne są sugestie, że Honor nie była pierwszą ani ostatnią kobietą, na której próbował gwałtu, choć tylko na Harrington nieskutecznie.

### Raoul Courvousier
Admirał Królewskiej Marynarki, mentor Honor i jej nauczyciel w akademii oficerskiej Manticore. Ma opanowany, spokojny charakter i wygląd, przez który zostaje przyrównany do „roześmianego cherubina”. Dobry przyjaciel kilku innych postaci cyklu, w tym Hamisha Alexandra i królowej Elżbiety. Zginął w połowie Honoru królowej w wyniku zasadzki Masady.

### Hamish Alexander
Admirał Królewskiej Marynarki, uznawany za jej najzdolniejszego stratega i wybitnego taktyka. Od czasu Placówki Basilisk w sekrecie monitoruje karierę Honor i stara się jej pomóc. W Honorze Królowej dowodzi jedną z formacji Home Fleet, a w kolejnych tomach tworzy Ósmą Flotę, łączącą jednostki Graysona i Manticore. W sekrecie zakochany w Honor od czasu W rękach wroga. Po zmianie rządu w Wojnie Honor przejął stanowisko Pierwszego Lorda Przestrzeni, dowódcy marynarki, a w następnym tomie wziął ślub z Honor. Znany ze swojej preferencji do wojny szarpanej niż otwartego ataku.

### Mark Sarnow
Admirał Królewskiej Marynarki, jeden z najmłodszych na tym stanowisku. W Krótkiej, zwycięskiej wojence dowódca Honor w systemie Hancock, w wyniku bitwy z Haven stracił znaczną część ciała, później wyhodowaną z powrotem. Znany z niekonwencjonalnych pomysłów i strategii, był też pomysłodawcą systemu konwojowego wykorzystanego przez Honor we W rękach wroga. Wspomniany przelotnie w Za wszelką cenę jako gubernator zajętej przez Manticore części Konfederacji.

### Elżbieta III Winton
Królowa Manticore, później Cesarzowa. Ma wybuchowy temperament, co często wpływa negatywnie na jej zdolność podejmowania decyzji. Nienawidzi i nie ufa Haven, ponieważ Ludowa Republika zamordowała jej ojca. Zachowuje się o wiele cieplej w stosunku do przyjaciół, do których zalicza też Honor. Ma niewiele faktycznej władzy wykonawczej, jednak jej opinia jest ważna dla mieszkańców Królestwa. Ma męża, Justina, i dwójkę dzieci, z których starsze, Roger, jest jej dziedzicem. Podobnie jak Mike, ma czarną skórę i kręcone włosy.

### Denver Summervale
Były członek Królewskiego Korpusu Marines, kuzyn premiera Gwiezdnego Królestwa. Został wydalony za zamordowanie kilkunastu oficerów pod pozorem pojedynków, po czym został „pojedynkującym się na zlecenie”, zawodowym zabójcą mordującym swoje ofiary poprzez pojedynek. Brał też inne zlecenia – Placówce Basilisk był szefem placówki produkcji narkotyków prowadzonej przez Haven. W Kwestii honoru dostał zlecenie zastrzelenia Tankersleya i Harrington w pojedynkach. Zginął w pojedynku z Honor, zabijając wcześniej Paula.

## Protektorat Graysona
Grayson to planeta położona w systemie Yeltsin. Została zasiedlona jako kolonia religijna Kościoła Ludzkości Uwolnionej, skrajnej grupy pro-ekologicznej, postulującej odwrót od technologii. Okazało się jednak, że flora i powietrze Graysona są silnie trujące, co zmusiło mieszkańców kolonii do wykorzystania zaawansowanych technologii. Pomimo to na początku cyklu jest to planeta dość prymitywna jak na standardy innych światów.

### Gwardie
Zobacz artykuł: Gwardia Harrington
Protektorat Graysona jest rządzony przez Protektora, któremu podlegają Patroni, rządzący fragmentami planety. Gwardie to jednostki paramilitarne podległe wyłącznie patronom. Po wojnie domowej Graysona ustalono prawnie, iż żaden Patron nie może mieć więcej niż pięćdziesięciu gwardzistów.
Artykuł w budowie

## Ludowa Republika Haven
Ludowa Republika to wielosystemowe państwo, drugie lub trzecie w zamieszkanej galaktyce pod względem wielkości. Dawniej uchodziło za jedno z najbardziej postępowych, najlepszych do życia miejsc w galaktyce. Zmieniło się to z nową konstytucją, które efektywnie przekształciła państwo w odpowiednik ZSRR. Obecnie jest ono ruiną gospodarczą, która utrzymuje się jedynie przez ciągłe podboje.

### Thomas Theisman
Zobacz artykuł: Thomas Theisman
Thomas Theisman jest oficerem w Ludowej Marynarce. To idealista i romantyk, marzący o powrocie dawnej Republiki. Stara się pozostać apolityczny, a jednocześnie zachować swój honor. Uchodzi za jednego z najlepszych oficerów Ludowej Marynarki.

### Lester Tourville
Zobacz artykuł: Lester Tourville
Oficer Ludowej Marynarki, porywczy i skłonny do niespodziewanych, brawurowych ataków. Kultywuje obraz siebie jako barwnej postaci niepasującej zupełnie do jego czasów, który to obraz jest w pewnym stopniu prawdą. Zdolny oficer i jeden z niewielu, którzy odnoszą zwycięstwa w pierwszej wojnie.
Artykuł w budowie